# Gregor Gillespie
Gregor Gillespie, (Long Island, 18 de março de 1987) é um ex-lutador colegial norte-americano e profissional de artes marciais mistas, atualmente competindo na divisão leve do Ultimate Fighting Championship. Profissional desde 2012, ele anteriormente competiu pelo Ring of Combat, onde ele era o campeão dos leves. Atualmente é classificado como 11.º melhor peso leve do mundo pelo ranking do UFC.

## Biografia
Nascido e crescido em Webster, Nova Iorque, Gregor Gillespie atendeu à Webster Schroeder High School onde ele se destacou no wrestling, vencendo dois títulos estaduais. Ele continuou no wrestling lutando pela Edinboro University, onde ele foi quatro vezes NCAA Division I All-American e venceu um campeonato nacional em 2007. Ele era auxiliar técnico na Hofstra University e em seu tempo livre, dava aulas particulares de wrestling para um lutador de MMA. Desistiu do trabalho para dedicar-se completamente à sua carreira no esporte.

## Carreira no MMA
Gillespie assinou com o UFC após somar um cartel invicto de 7–0.
Gillespie fez sua estreia no UFC contra Glaico França em 24 de setembro de 2016 no UFC Fight Night 95. Ele venceu via decisão unânime.
Gillespie enfrentou Andrew Holbrook em 8 de Abril de 2017 no UFC 210: Cormier vs. Johnson 2. Ele venceu via nocaute no primeiro round. Esta luta lhe rendeu o prêmio de “Performance da Noite”.
Ele enfrentou Jason Gonzalez em 16 de Setembro de 2017 no UFC Fight Night 116. Venceu via finalização no segundo round. Esta luta lhe rendeu o prêmio de “Luta da Noite”.
Gillespie enfrentou Jordan Rinaldi no dia 27 de Janeiro de 2018, no UFC on Fox: Jacaré vs. Brunson 2. Ele venceu via nocaute Técnico.
Gillespie enfrentou Vinc Pichel no dia 1.º de Junho de 2018, no UFC Fight Night: Rivera vs. Moraes. Ele venceu via finalização com um triângulo de braço no segundo round. Esta luta lhe rendeu seu segundo bônus de “Performance da Noite”.
Gillespie enfrentou o Havaiano Yancy Medeiros em 19 de Janeiro de 2019, no UFC Fight Night: Cejudo vs. Dillashaw. Ele venceu via nocaute técnico no segundo round.

## Cartel no MMA
| Cartel no MMA   |             |           |
| 15 lutas        | 14 vitórias | 1 derrota |
| Por nocaute     | 7           | 1         |
| Por finalização | 5           | 0         |
| Por decisão     | 2           | 0         |

| Res.    | Cartel | Oponente          | Método                         | Evento                                | Data       | Round | Tempo | Local                        | Notas                                    |
| ------- | ------ | ----------------- | ------------------------------ | ------------------------------------- | ---------- | ----- | ----- | ---------------------------- | ---------------------------------------- |
| Vitória | 14-1   | Diego Ferreira    | Nocaute técnico (socos)        | UFC on ESPN: Rodriguez vs. Waterson   | 08/05/2021 | 2     | 4:51  | Las Vegas, Nevada            | Luta da Noite.                           |
| Derrota | 13-1   | Kevin Lee         | Nocaute (chute na cabeça)      | UFC 244: Masvidal vs. Diaz            | 02/11/2019 | 1     | 2:47  | Nova Iorque, Nova Iorque     |                                          |
| Vitória | 13–0   | Yancy Medeiros    | Nocaute Técnico (socos)        | UFC Fight Night: Cejudo vs. Dillashaw | 19/01/2019 | 2     | 4:59  | Brooklyn                     |                                          |
| Vitória | 12–0   | Vinc Pichel       | Finalização (triângulo de mão) | UFC Fight Night: Rivera vs. Moraes    | 01/06/2018 | 2     | 4:06  | Utica, Nova Iorque           | Performance da Noite.                    |
| Vitória | 11–0   | Jordan Rinaldi    | Nocaute Técnico (socos)        | UFC on Fox: Jacaré vs. Brunson 2      | 27/01/2018 | 1     | 4:46  | Charlotte, Carolina do Norte |                                          |
| Vitória | 10–0   | Jason Gonzalez    | Finalização (triângulo de mão) | UFC Fight Night: Rockhold vs. Branch  | 16/09/2017 | 2     | 2:10  | Pittsburgh, Pensilvânia      | Luta da Noite.                           |
| Vitória | 9–0    | Andrew Holbrook   | Nocaute (socos)                | UFC 210: Cormier vs. Johnson 2        | 08/04/2017 | 1     | 0:21  | Buffalo                      | Performance da Noite.                    |
| Vitória | 8–0    | Glaico França     | Decisão (unânime)              | UFC Fight Night: Cyborg vs. Lansberg  | 24/09/2016 | 3     | 5:00  | Brasília                     | Estreia no UFC.                          |
| Vitória | 7–0    | Sidney Outlaw     | Decisão (dividida)             | Ring of Combat 55                     | 03/06/2016 | 3     | 5:00  | Atlantic City, New Jersey    | Defendeu o cinturão peso leve do ROC.    |
| Vitória | 6–0    | Jose Mariscal     | Nocaute Técnico (socos)        | Ring of Combat 54                     | 04/03/2016 | 1     | 4:09  | Atlantic City, New Jersey    | Defendeu o cinturão peso leve do ROC.    |
| Vitória | 5–0    | George Sheppard   | Finalização (triângulo de mão) | Ring of Combat 51                     | 05/06/2015 | 1     | 3:45  | Atlantic City, New Jersey    | Ganhou o cinturão peso leve vago do ROC. |
| Vitória | 4–0    | Justin Stewart    | Nocaute Técnico (socos)        | Ring of Combat 50                     | 23/01/2015 | 1     | 2:51  | Atlantic City, New Jersey    |                                          |
| Vitória | 3–0    | Justin Harrington | Finalização (triângulo de mão) | Ring of Combat 49                     | 19/09/2014 | 1     | 3:21  | Atlantic City, New Jersey    |                                          |
| Vitória | 2–0    | Brandon Priest    | Finalização (mata-leão)        | Ring of Combat 48                     | 16/05/2014 | 2     | 2:37  | Atlantic City, New Jersey    |                                          |
| Vitória | 1–0    | Kenny Gaudreau    | Nocaute Técnico (socos)        | Ring of Combat 47                     | 24/01/2014 | 1     | 1:48  | Atlantic City, New Jersey    | Estreia no MMA.                          |